# Bdellophaga angulata
Bdellophaga angulata är en spindeldjursart som beskrevs av Robert A.Wharton 1981. Bdellophaga angulata ingår i släktet Bdellophaga och familjen Gylippidae. Inga underarter finns listade.